# Christmas Tree (песня Леди Гаги)
«Christmas Tree» — песня написана Леди Гагой, Rob Fusari и Space Cowboy. Премьера песни прошла 2 декабря 2008 года на сайте PerezHilton.com. Песню можно было скачать с Amazon, Rhapsody, и iTunes 16 декабря 2008. Песня имеет сходство с «Deck The Halls», но со своим сексуальным твистом. Обложка диска была обновлена 16 марта 2009 года для добавления «featuring Space Cowboy» на неё.

## Запись песни
«Christmas Tree» — это рождественская песня с вокалом Lady Gaga и Space Cowboy. Она была написана Гагой и Робом и была спродюсирована Martin Kierszenbaum и Space Cowboy. Space Cowboy и Гага были приглашены Мартином на лейбл Cherrytree Records. Kierszenbaum рекомендовал Гаге сделать дуэт со Space Cowboy, после прослушивания песни «My Egyptian Lover», выпущенной в 2007 году. Пара работала вместе над такими песнями как «Christmas Tree» и «Starstruck».
«Мы поняли, что поделились друг с другом одним и тем же опытом. Мы делали подобные вещи по разным сторонам Атлантического океана. Меня пригласили записать несколько песен с Lady Gaga и мы записали „Starstruck“ и „Christmas Tree“. Она супертворческий человек. Она лучший текстовик в мире, а также она самая лучшая исполнительница» — Space Cowboy.
Описание песни можно увидеть в 25 эпизоде Gagavision: «„Christmas Tree“ — это о духе празднования самого лучшего праздника в году и я скажу, почему: потому что Рождество радует всех мальчиков и девочек».
Песня содержит танцевальный поп и электро-поп с синтезаторами, а также много сексуальных намеков и метафор.

## Релиз
Песня была выпущена 16 декабря 2008 в качестве цифрового сингла. Песня не была включена в альбом The Fame (как и промосингл Vanity), хотя были некоторые мысли об этом. В декабре 2008 года песню можно было бесплатно скачать с Amazon.com.

## Чарты
| Чарт (2008-10)                               | Высшая позиция |
| -------------------------------------------- | -------------- |
| Canadian Hot 100                             | 79             |
| Japan RIAJ Digital Track Chart               | 18             |
| US Billboard Holiday/Seasonal Digital Songs, | 23             |